# La fiaba dello zar Saltan (opera)
La fiaba dello zar Saltan o La favola dello zar Saltan, è un'opera in un prologo e quattro atti di Nikolaj Andreevič Rimskij-Korsakov su libretto di Vladimir Bel'skij, ispirato all'omonima fiaba di Aleksandr Puškin. Il titolo completo dell'opera e del testo puškiniano è Сказка о царе Салтане, о сыне его славном и могучем богатыре князе Гвидоне Салтановиче и о прекрасной царевне Лебеди, cioè La fiaba dello zar Saltan, di suo figlio il glorioso e potente bogatyr principe Gvidon Saltanovič e della bellissima zarevna Lebed'.

## Storia della composizione
Nell'inverno 1898-99 Rimskij-Korsakov ed il librettista Vladimir Bel'skij iniziarono ad elaborare, fra gli altri, La fiaba dello zar Saltan come soggetto per un'opera lirica. L'idea era di ultimare l'opera per il centenario della nascita di Puškin nel 1899. Tra la primavera e l'estate l'opera venne scritta assieme al libretto e la sua orchestrazione venne ultimata all'inizio del 1900. La trama dell'opera è generalmente fedele al testo originale con alcune aggiunte (in particolare nel primo atto) e riduzioni (i tre viaggi di Gvidon sono condensati in uno solo). Il libretto di Bel'skij attinge a piene mani dal poema di Puškin, di cui imita lo stile. La musica è tipica dello stile operistico di Rimskij-Korsakov successivo a Sneguročka, con un uso diffuso del leitmotiv. Inizialmente Rimskij-Korsakov aveva proposto di pubblicare l'opera all'amico Mitrofan Beljaev, ma, essendosi egli rifiutato, si accordò con l'editore Bessel. L'opera fu rappresentata per la prima volta al teatro Solodovnikov di Mosca il 21 ottobre 1900. Nel 1911, mentre assisteva ad una rappresentazione dell'opera a Kiev, il primo ministro russo Pëtr Stolypin fu assassinato da Dmitrij Bogrov con due colpi di pistola. 

## Trama
L'azione si svolge in parte nella città di Tmutarakan', in parte nell'isola di Bujan.

### Prologo
Una sera d'inverno, in una stanza. Tre sorelle filano. La maggiore e la mezzana non si impegnano molto, come suggerisce la vecchia Babaricha, invece la minore, Militrisa, si dà da fare. Le due sorelle più vecchie si vantano della propria bontà e bellezza e fantasticano su cosa farebbero, se diventassero zarina. Alla loro porta si ferma lo zar, di passaggio con un seguito di boiardi, e si mette ad ascoltare la conversazione delle sorelle. La più anziana promette di allestire un banchetto immenso, la mezzana di tessere panni in quantità e la minore di dare alla luce allo zar un bogatyr. Lo zar entra: sbalordite, le tre sorelle e Babaricha cadono in ginocchio. Lo zar ordina loro di seguirle a palazzo, affinché Militrisa diventi zarina, e le altre due diventino Povaricha (cuoca) e Tkačicha (tessitrice). Le due sorelle maggiori sono molto indispettite e chiedono a Babaricha di aiutarle a vendicarsi di Militrisa. Babaricha propone un piano: quando lo zar partirà per la guerra, e Militrisa partorirà un figlio, esse invece della lieta notizia manderanno allo zar un messaggio con scritto che la zarina ha dato alla luce un mostro. Le sorelle approvano il piano e ne pregustano il successo.

### Atto I
Il palazzo dello zar a Tmutarakan'. Militrisa è triste. Con lei ci sono Babaricha, il giullare, i servitori e le guardie presso la porta. Entra Povaricha con un vassoio di leccornie. Entra un vecchio che chiede di essere condotto dalla zarina, perché vuole raccontare delle favole per il bambino. Giunge anche Tkačicha a vantarsi del raffinato tappeto da lei tessuto. Lo zarevic si sveglia e le balie gli cantano un'allegra canzone infantile. La corte dello zar si riempie di persone. Tutti sono incantati dal bambino ed il coro canta in onore suo e della madre. Facendosi largo tra la folla, irrompe con una lettera dello zar un messaggero ubriaco, che si lamenta di essere stato mal ricevuto dallo zar Saltan, e racconta di come invece una vecchia lo abbia rimpinzato di cibo e fatto bere a volontà. Gli scrivani leggono il messaggio, in cui si ordina ai boiardi di prendere senza indugio la zarina ed il neonato, di metterli in una botte e di gettarli negli abissi del mare. Tutti sono sconcertati: Militrisa è disperata, mentre le due sorelle gioiscono con cattiveria. La zarina abbraccia suo figlio Gvidon, cantando tutta la sua pena. Si introduce un'enorme botte dove vengono rinchiusi madre e figlio, per essere portati in riva al mare. Il pianto della folla si confonde con le onde del mare.

### Atto II
Sulla riva dell'isola di Bujan. L'orchestra rappresenta solennemente la forza del mare. Tra le onde la botte appare e scompare. A poco a poco il mare si placa, la botte giunge a riva e ne escono la zarina e lo zarevic cresciuto. Sono felici di essere salvi, ma la zarina è inquieta perché l'isola appare vuota e selvaggia. Gvidon tranquillizza la madre e si costruisce un arco e delle frecce. D'improvviso si ode un rumore di lotta: un cigno si dibatte in mezzo al mare e su di lui piomba un nibbio. Gvidon prende la mira e gli tira una freccia. Si fa buio. Madre e figlio osservano stupiti il cigno uscire dal mare e ringraziare il suo salvatore, promettendogli di essere riconoscente e raccontando di essere in realtà una fanciulla, mentre il nibbio ucciso era un mago malvagio. Infine li esorta a non affliggersi e ad abbandonarsi al sonno. Allora la madre canta al figlio una ninnananna ed entrambi si addormentano. All'alba appare tra le nebbie la città fantastica di Ledenec. Madre e figlio si svegliano e si incuriosiscono; Gvidon capisce che lì si trova il cigno. Dalle porte della città esce il popolo in tripudio, ringrazia Gvidon per averli liberati dal mago malvagio e gli chiede di regnare sulla loro città.

### Atto III
Scena prima Sulla riva dell'isola di Bujan. Da lontano si vede una nave diretta a Tmutarakan': Gvidon la osserva con malinconia. Si lamenta con il cigno, perché gli sono venute a noia tutte le meraviglie dell'isola, mentre vorrebbe vedere suo padre, ma in modo da non essere visto. Il cigno acconsente ad esaudire il suo desiderio, e gli ordina di immergersi per tre volte in mare, per trasformarsi in un calabrone. Gvidon quindi vola per raggiungere la nave, e l'orchestra esegue il celebre Volo del calabrone.
Scena seconda La corte dello zar a Tmutarakan'. Lo zar Saltan siede sul trono ed è triste, presso di lui ci sono Povaricha, Tkačicha e Babaricha. A riva la nave attracca. I mercanti forestieri vengono invitati dallo zar, sono fatti sedere ad una tavola imbandita e viene loro offerto il cibo. In segno di ringraziamento i mercanti iniziano a narrare le meraviglie da loro viste in giro per il mondo: la metamorfosi di un'isola deserta nella bella città di Ledenec, dove vivono uno scoiattolo che rode noci d'oro e sa cantare, e trentatré bogatyr. Povaricha e Tkačicha cercano di distrarre lo zar con altri racconti: per questo il calabrone irritato le punge entrambe su un sopracciglio. Nello zar cresce il desiderio di visitare l'isola. Allora Babaricha racconta la più straordinaria delle meraviglie: la bellissima figlia di uno zar, la cui bellezza offusca il cielo di giorno ed illumina la terra di notte. Il calabrone punge Babaricha in un occhio ed ella grida. Inizia un bel trambusto: si dà la caccia al calabrone, che però riesce a fuggire.

### Atto IV

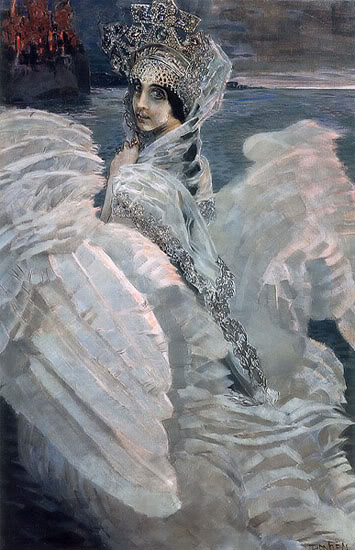
Nadežda Zabela-Vrubel' nel ruolo della zarevna Lebed'. Ritratto di Michail Vrubel'

Scena prima Sulla riva dell'isola di Bujan. È sera. Gvidon sogna la bellissima zarevna e chiama a sé il cigno, per svelargli il suo amore per lei e chiedergli di trovarla. Il cigno non esaudisce subito la richiesta: non è sicuro dell'autenticità del sentimento, ma Gvidon insiste. Alla fine il cigno cede e rivela a Gvidon di essere proprio lei la sua amata, e dall'oscurità appare la zarevna Lebed' in tutto lo splendore della sua bellezza. Al mattino la zarina Militrisa si reca al mare con il suo seguito. Gvidon e la zarevna le chiedono di acconsentire alle nozze e Militrisa li benedice.
Scena seconda L'introduzione orchestrale celebra le meraviglie della città di Ledenec. Nell'isola si attende l'arrivo dello zar Saltan. Si diffonde un suono di campane. Una nave giunge all'approdo. La corte dello zar scende a riva, seguita dallo zar stesso accompagnato da Povaricha, Tkačicha e Babaricha. Gvidon accoglie l'illustre ospite, facendolo sedere accanto a sé ed invitandolo ad ammirare le tre meraviglie del luogo: ad un suo cenno squillano le trombe, e compare una casetta di cristallo con lo scoiattolo straordinario, poi i valorosi guerrieri e, infine, la zarevna Lebed' esce da un terem. Tutti sono estasiati e si coprono gli occhi con le mani, accecati dalla sua bellezza. Saltan è commosso e chiede alla magica Lebed' di mostrargli la zarina Militrisa. Ella lo invita a guardare sul terem: sul terrazzino compare la zarina che intona un duetto gioioso e commosso con Saltan. Poi lo zar chiede di suo figlio, e Gvidon si rivela. Povaricha e Tkačicha cadono ai piedi dello zar, implorando perdono, mentre Babaricha fugge terrorizzata, ma lo zar colmo di gioia perdona tutte.

## Opere derivate
- Suite dall'opera La fiaba dello zar Saltan, Op. 57 (1903)
  - Introduzione del primo atto: Addio e partenza dello zar
  - Introduzione del secondo atto: La zarina e suo figlio a galla sul mare
  - Introduzione della seconda scena del quarto atto: Le tre meraviglie
- Il volo del calabrone non fa parte della suite, anche se viene frequentemente eseguito in innumerevoli arrangiamenti.